# Lagunen-Walzer
Der Lagunen-Walzer ist ein Walzer von Johann Strauss Sohn (op. 411). Das Werk wurde am 4. November 1883 unter der Leitung von Eduard Strauß im Konzertsaal des Wiener Musikvereins uraufgeführt.